# うきは警察署
うきは警察署（うきはけいさつしょ）は、福岡県警察が管轄する警察署の一つである。

## 管轄区域
- うきは市、久留米市田主丸町

## 沿革
- 1954年（昭和29年）7月1日 - 福岡県吉井警察署として発足
- 2005年（平成17年）3月20日 - うきは市市制施行により福岡県うきは警察署に名称変更
- 2023年（令和5年）7月10日 - 記録的な集中豪雨による土石流で、竹野駐在所が全壊[1]
- 2024年（令和6年）3月5日 - 福岡県内の警察で初の女性署長が赴任[2][3]

## 交番
- 吉井交番
- 田主丸交番
- 浮羽交番

## 駐在所
- 竹野駐在所
- 大石駐在所
- 山春駐在所
- 新川駐在所